# Гърци мюсюлмани
Гръцки помаци, гърци мюсюлмани или потурчени, ислямизирани гърци са мохамеданско население живеещо предимно в Турция и Близкия изток, а преди преселенията масово и в Гърция.
Терминът „гърци мюсюлмани“, не бива да се бърка с „мюсюлмани в Гърция“ който включва себе си не само гърците мюсюлмани, но и мюсюлманите в Гърция от етническите малцинства на турци, българи, албанци и цигани от т.нар. „мюсюлманско малцинство“ в Гърция, която, въпреки европейските норми не признава етническите малцинства на своя територия.
Повечето гърци мюсюлмани са напуснали Гърция и се преместват в Турция в резултат на гръцко-турската размяна на население през 1920 година, според към Договора за мир Лозана. По споразумение между двете страни, религията е основният критерий за презаселване, докато езиковеят фактор е напълно пренебрегнат (както Караманлии).

## В Турция
Гръкоезичното мюсюлманско население в Турция е автохтонно от ислямизирани потомци на гърците на Византия, които са запазили родния си език и потомците на мюсюлманските имигранти от Балканите. Разграничават следните групи:

### Понтийски гърци мюсюлмани
Понтийски гърци e етнографска група от гърци, живеещи в района на Трабзон, исторически силно турцизирани, много отстъпили от религията си и обърнати в исляма, както и частично променен език. Според турския фолклорист Омер асан в 1996 в Турция са живели 300 000 души с понтийски гръцки произход. Подобно на повечето турци, те принадлежат към ханафитския клон на сунитския ислям. Разпространени са суфистките учения на Кадър (на Абд ал-Кадир ал-Джилани) и Накшбанди (на Мухаммад Бахауддин Накшбанди ал-Бухари). Общността като цяло демонстрира силен ангажимент към исляма. В популярната литература има идеализирана теза, че сред понтийските гърци в Турция все още преобладава криптохристиянство. Населението запазило потурчения понтийски гръцки диалект (който счита за стария си език), се наричат „туркос“.

### Критски гърци мюсюлмани
Критските гърци мюсюлмани, така наречените „критски турци“ са потомците на ислямизираните гърци от Крит, днес вече са изместени от острова от православното население. Гръцки говорят днес само незначителен брой представители на старото поколение, които наричат своя език критски (гр. „критика“, тур. „гиритче“). Имиграцията им към Турция е в три вълни – след 1897 г. (когато Крит получава автономия), след 1908 г. при присъединяването на Крит към Гърция и особено през 1920 г., в резултат на обмена на население. Основната маса от тях се заселват на Бяло море и Средиземно море на Турция от Чанаккале до Искендерун, някои имигранти се заселили и в Близкия изток, както и в Либия – Триполи и особено в Бенгази и околностите му, където днес те могат да бъдат различени по гръцките си имена, а също и в Египет, най-вече в Александрия.

### Епирски гърци мюсюлмани
Мюсюлманите гърци от Епир, наречени на турски „янялъ“ (буквално от „Янина“), а на гръцки „туркояниотис“, пристигат в Турция през 1912 г. и след 1923 г. Въпреки факта, че повечето мюсюлмани Епир са етнически албанци, гръцки мюсюлмански общности са съществували не само в Янина, но и в градовете Превеза, Парамития, Сули, Маргарити, Лурос и Коница. Първия преводач на произведенията на Аристотел на турски език е грък-мюсюлманин от Янина Ходжа Есад Ефенди (XVIII в.) Официалната позиция на гръцката държава за останалите мюсюлмани в Епир е, че общността им е напълно интегрирана в гръцкото общество, обаче въпроса с наследството на чамите е ключов във външната политика на република Албания.

### Македонски гърци мюсюлмани
Живеещите най-вече в долината на река Бистрица в Македония мюсюлмани гърци. Техните предци християни приели исляма през XVII-XVIII век. Тази група е известна под името „Валахади“. В Турция пристигат в 1923 г., и днес са напълно асимилирани сред турците, макар и познаването на гръцкия език да е частично запазено. Въпреки промяната на вярата, те пазят останки от християнската си култура, като например честването на Нова година с традиционната за всички гърци сладка питка с пара наречена „Василиопита“ (традиция, датираща от св. Василий Кесарийски), която се разчупва веднага след като удари 12 часа. Според изчисленията на Тодор Симовски, в 1912 г. в цяла Егейска Македония живеят 13 753 гърци мюсюлмани.

### Кипърски гърци мюсюлмани
В 1878 година, мюсюлманското население на Кипър е разделено на две групи: етнически турци и т.нар. „нео-мюсюлмани“, които имат гръцки произход, говорят на гръцки език и са по-близо по характер до християнското население на острова. Те, за разлика от местните турци, не спазват мюсюлманския фанатизъм, а някои от тях дори продължават тайно да признват християнството . Последни кипърските гърци-мюсюлмани напускат острова през 1936 г. и се заселват в Анталия, като в крайна сметка загубват гръцкия си език.

## В Крим
Вследствие езиковите асимилационните процеси от кримските татари на които са подложени тамошните гърци се появяват т.нар. „Уруми“ – православни, но турцизирани езиково гърци, гото-алани и арменци, (гръцки респективно арменски и гото-алански гагаузи), които заедно гърците в Крим продължават да практикуват Православието до края на XVIII век. Малко преди Крим да бъде включен в Русия в 1777 – 1778 г. когато Екатерина II осъжда дазаповядва насилствено преместване на православното населението на полуострова от там в Приазовието в областта на днешния град Мариупол. Част от гърците, за да избегне депортирането, приемат исляма. Татарски говорещите гърци от село Керменчик (преименувано през 1945 г. на Висока) дълго пазят в тайна гръцката си идентичност и ангажираност към християнството. През XIX век в горната част на селото е било обитавана от гърци мюсюлмани, а долната от приселили се към тях православни гърци от Турция. По време на депортирането на Сталин през 1944 г. на мюсюлманското население на Крим татарски говорещите гърци мюсюлмани от селото са счетени за татари и споделят съдбата на последните като са депортирани в Централна Азия заедно с тях.

## В Близкия изток
Днес в ливанския град Триполи живеят 7000, и в Ал Хамидии – 3000 гърци. Повечето от тях са мюсюлмани от критски произход. Те се преместват тук, между 1866 и 1897 година, по личните заповеди на султан Абдул Хамид II, загрижени за съдбата на мюсюлманското население, което е останало в християнската среда. В чест на султана и е кръстено сирийското селище.
Гръцките мюсюлмани в Ливан по-голямата част са запазили езика и традициите си. Християнски традиции са все още в тях: те са моногамни и не приемат развод. Преди Гражданската война в Ливан общност е била затворена и браковете са били почти изцяло вътре в нея. Заради войната много гърци напускат Ливан.
В селището Ал Хамидии в Сирия над 60% са мюсюлмани гърци. Гръцката им идентичност продължава да бъде силна. Представители на общността говорят добре гръцки. Полигамията не е обичайна. Комуникация им с историческата родина е поддържана днес и от сателитната телевизия и роднински връзки.
От 1988 г. много гърците мюсюлмани в Близкия изток започват да се оплакват от дискриминация на религиозна основа, с които те се сблъскват в гръцките посолства. Персонал на посолствата се отнасят към представителите на общността с безразличие и дори с враждебност, и често дори отказва да им издава визи за Гърция.